# جيفري دي لانج
جيفري دي لانج (بالهولندية: Jeffrey de Lange)‏ هو لاعب كرة قدم هولندي، ولد في 1 أبريل 1998 في أمستلفين في هولندا.